# 나나사와 미아
나나사와 미아(일본어: 七沢 みあ, 1998년 12월 13일~)는 일본의 AV 여배우이다.
2019년 3월 1일에 FANZA 성인 어워드 2019 최우수 여배우상에 후보에 올랐으며, 2020년 7월에 FANZA 동영상 플로어 AV월간 AV여배우 랭킹 1위를 기록했다.